# Burgstall Saufelsen
Der Burgstall Saufelsen ist eine ehemalige hochmittelalterliche Adelsburg am oberen Rand des Altmühltales über der Ortschaft Unteremmendorf der Gemeinde Kinding im oberbayerischen Landkreis Eichstätt in Bayern. Die Ministerialenburg ist fast vollkommen abgegangen, erhalten haben sich von der Höhenburg nur ein Ringgraben und ein weiterer Graben. Die Stelle ist als Bodendenkmal geschützt.

## Geographische Lage
Die ehemalige Burganlage befindet sich auf 492,4 m ü. NN im südlichen Teil der Fränkischen Alb im Naturpark Altmühltal. Sie liegt circa 100 Höhenmeter über dem Tal der Altmühl auf einem nach Norden vorspringenden Ausläufer des Kühberges am südlichen Talrand des mittleren Altmühltales, etwa 285 Meter südöstlich der Kirche Sankt Nikolaus in Unteremmendorf und etwa 3150 Meter südöstlich von Kinding.

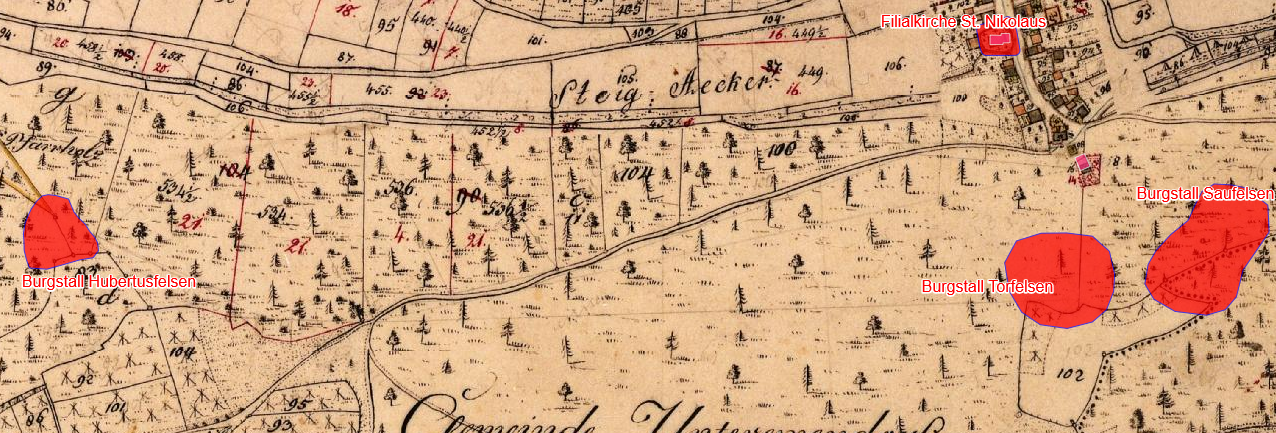
Lageplan von Burgstall Hubertusfelsen, Burgstall Torfelsen und Burgstall Saufelsen auf dem Urkataster von Bayern

In der Nähe des Burgstalls Saufelsen befinden sich noch weitere ehemalige mittelalterliche Burgen, ungefähr 165 Meter westlich der Burgstall Torfelsen mit seinem beachtlichen Felstor und weitere 1000 Meter westlich der Burgstall Hubertusfelsen; alle drei waren vermutlich Burgen der gleichen Adelsfamilie. Wenige Kilometer nordöstlich liegt bei dem Dorf Paulushofen ein weiterer Burgstall, nördlich die Burg Hirschberg, westlich die Burgruine Rumburg bei Enkering und südsüdwestlich die Burg Kipfenberg über dem gleichnamigen Markt.

## Geschichte der Burg
Über den Erbauer und die Erbauungszeit der Burg auf dem Saufelsen liegen noch keine genauen Erkenntnisse vor. Vermutlich wurde sie wie die beiden benachbarten Burgen am Torfelsen und die auf dem Hubertusfelsen von der 1119 erstmals erwähnten Ministerialenfamilie der Emmendorfer errichtet. Sie waren Ministeriale des Hochstifts Eichstätt. Das Dorf Emmendorf, nach dem sie sich nannten, befindet sich in der unmittelbaren Nachbarschaft der ehemaligen Burganlagen.
Da die Emmendorfer mehrere Wappen führten, waren wohl alle drei Burgen in ihren Besitz, auf denen je eine Seitenlinie der Familie saß. Aufgegeben wurden die Burgen wohl nach dem Aussterben der Familie nach 1506.
Die Stelle der abgegangenen Burg ist dicht bewaldet, erhalten haben sich nur der Burggraben und geringe obertägige Mauerreste der Ringmauer.
Erreicht werden kann der Burgstall über einen Wanderweg. Eine Informationstafel auch über den Burgstall Saufelsen befindet sich am westlich benachbarten Burgstall Torfelsen.
Das vom Bayerischen Landesamt für Denkmalpflege als „Mittelalterlicher Burgstall“ erfasste Bodendenkmal trägt die Denkmalnummer D-1-7034-0153.

## Beschreibung
Die ehemalige Höhenburg liegt in Talrandlage nur wenige Meter unterhalb der Hochfläche auf einem markanten, aus dem Talrand nach Norden in das Tal der Altmühl vorspringenden Felsplateau. Dieses Plateau fällt nach Norden und Osten einige Meter senkrecht ab (Titelbild) und geht dann wie die gesamte Nordseite des Burgplatzes in einen steil abfallenden Hang über, der bis zum Talgrund hinabreicht. An der Südseite steigt die Hochfläche zum Kühberg leicht an, so dass dort zum Schutz der Burg ein breiter und tiefer Graben angelegt werden musste. Die Fläche dieser relativ kleinen Spornburg beträgt etwa 22 Meter in der Länge und 17 Meter in der Breite.
Wenige Meter vor dem Hauptgraben befindet sich ein vorgelagerter, 60 Meter langer Abschnittsgraben mit einem Außenwall (Bild 2). Der leicht gebogene Graben beginnt an der westlich des Burgstalles liegenden Hangkante und verläuft in östlicher Richtung. Er endet an einem trockenen kleinen Quellbecken, vermutlich diente dieser Graben zur Sicherung dieser Wasserstelle.
Die eigentliche Burg auf einem wenige Meter aufsteigenden Felskopf wurde durch einen u-förmigen Ringgraben im Süden der Anlage abgesichert (Bild 3). Ein Querwall am östlichen Ende des Grabens zeigt, dass der Graben an dieser Seite durch eine Grabenabschlussmauer geschlossen war. Bebauungsspuren einstiger Gebäude sind auf dem Burggelände kaum noch vorhanden, am Ostrand des Burgplateaus befinden sich Grundmauerreste vermutlich der Ringmauer der Burg.

## Bilder des Burgstalls

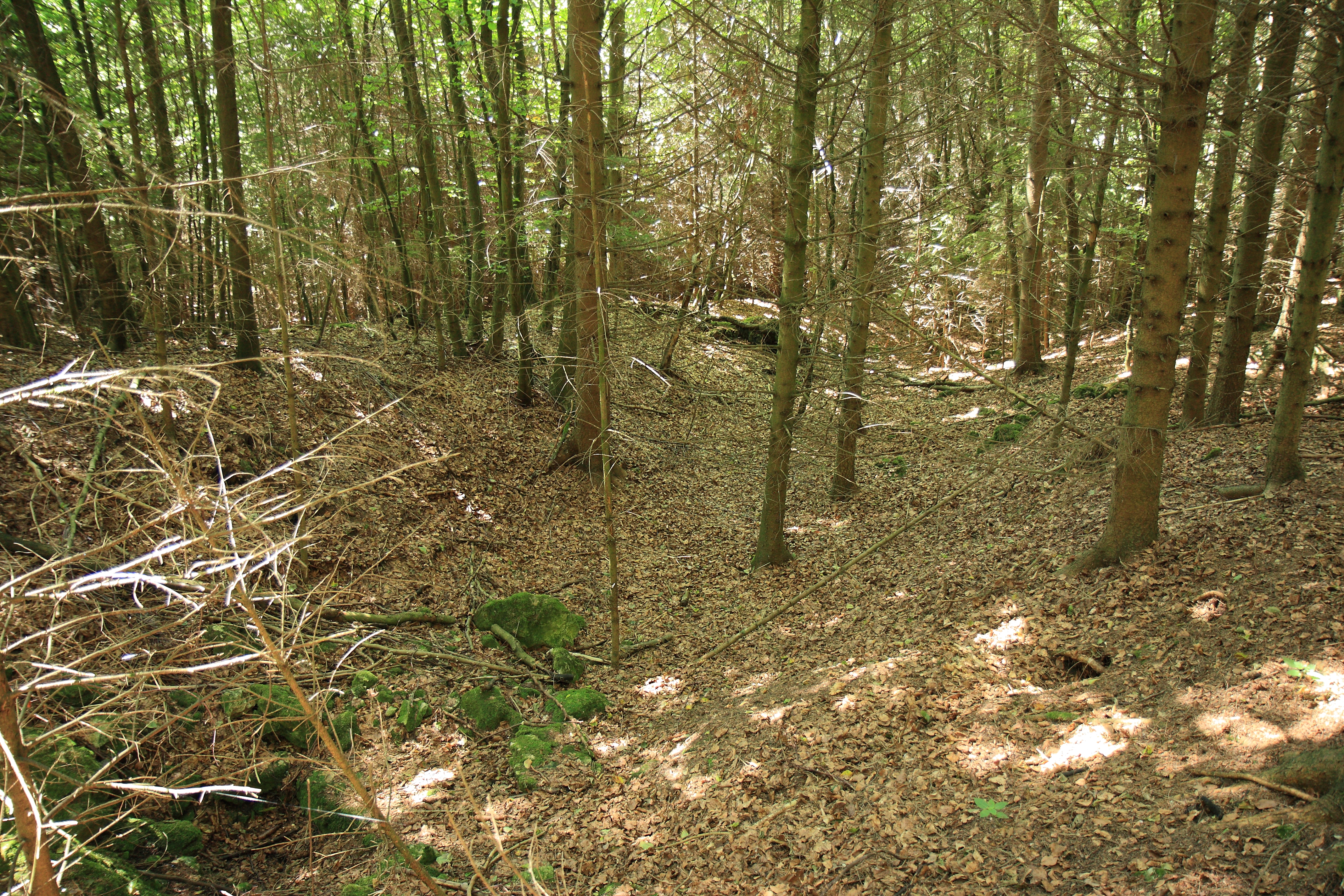
Bild 2: Blick in den Abschnittsgraben mit dem Außenwall links (August 2010)
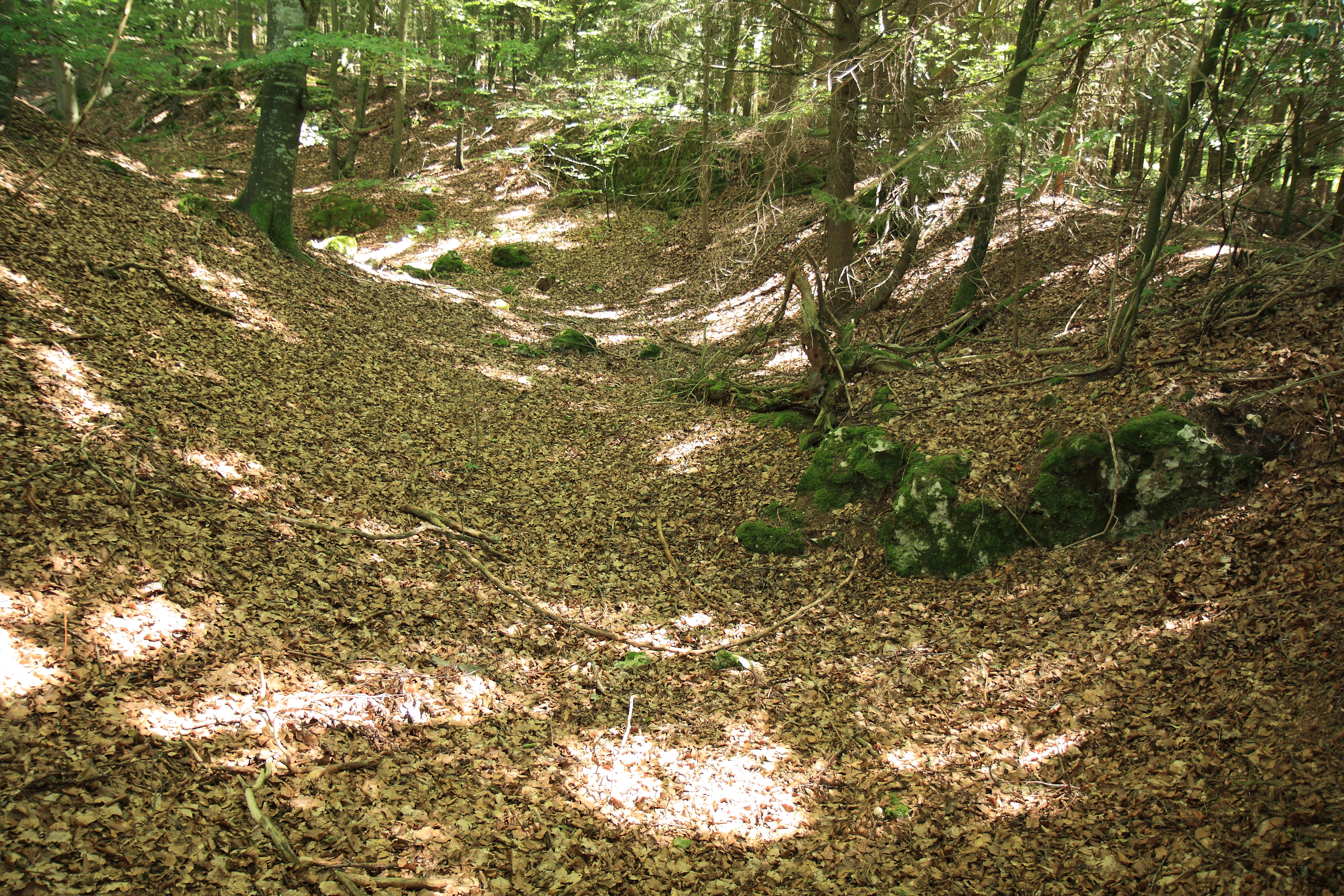
Bild 3: Blick in den Ringgraben, links der Burghügel der Burgstelle (August 2010)